# Mencía López de Haro
Mencía López de Haro (nome usato in spagnolo, aragonese, catalano e galiziano; in portoghese Mécia Lopes de Haro; in basco Mentzia Lopitz Harokoa; Biscaglia, 1215 circa – Nájera, 1270) nobile della Biscaglia, fu regina consorte del Portogallo dal 1246 al 1248.

## Origine
Mencía, come specifica il Nobiliario del Conde de Barcelos era figlia di Lope Díaz II de Haro cabeza brava, conte di Biscaglia e di Urraca Alfonso, figlia illegittima del re di León Alfonso IX e di Ines Iñiguez de Mendonza.

Lope Díaz II de Haro era figlio di Diego López II de Haro el bueno e di María Manrique de Lara, figlia di Manrico di Lara e di Ermesinda di Narbona, figlia del signore di Narbona, Almerico.

Per parte di padre discendeva dalla importante e potente famiglia dei Lara, mentre, tramite la madre discendeva, oltre che dagli Anscarici del regno di León dal primo re del Portogallo, Alfonso Henriquez, che era il nonno di Alfonso IX di León.

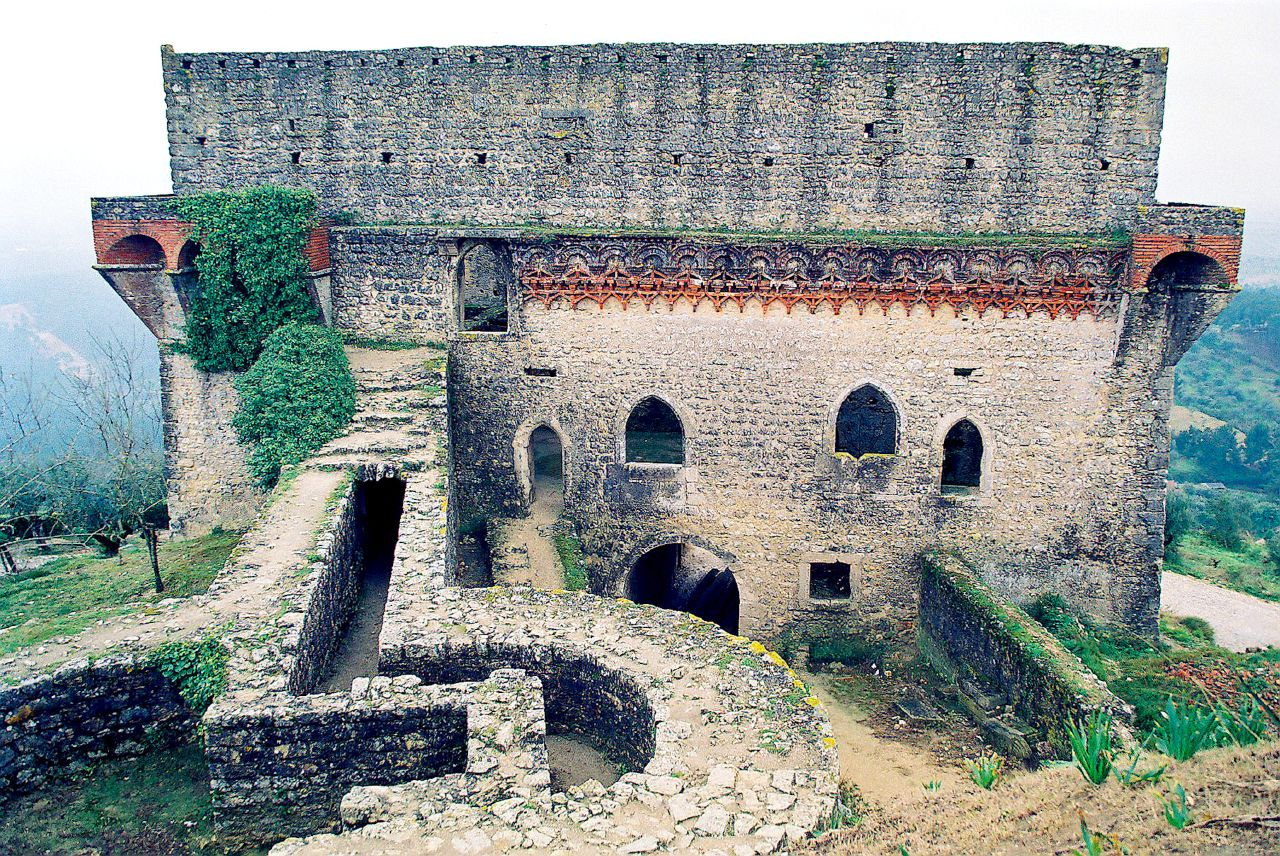
Castello di Ourem

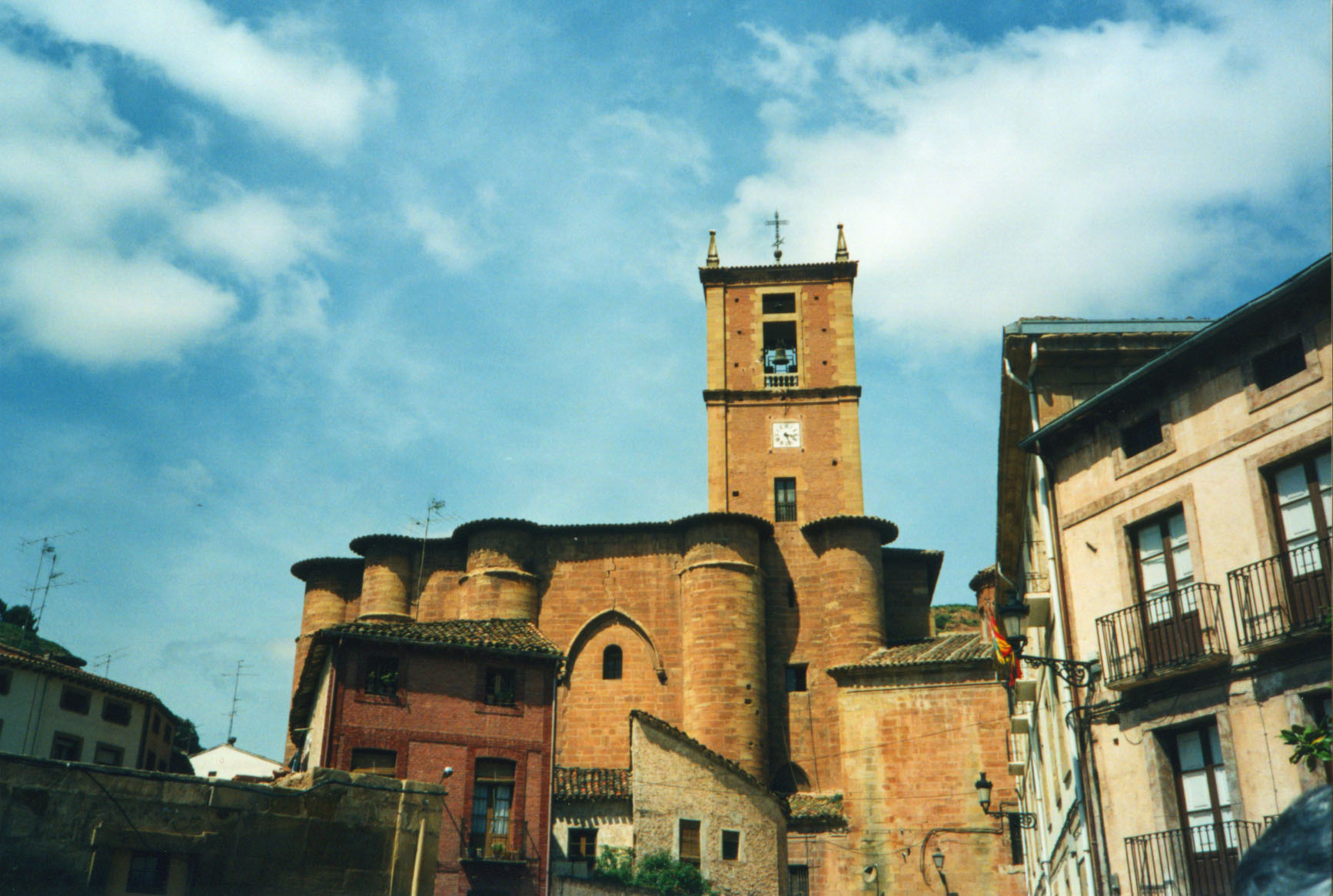
Il Monastero di Santa María la Real a Nájera

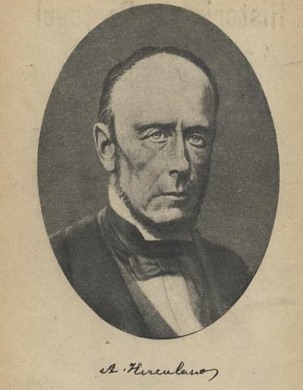
Alexandre Herculano

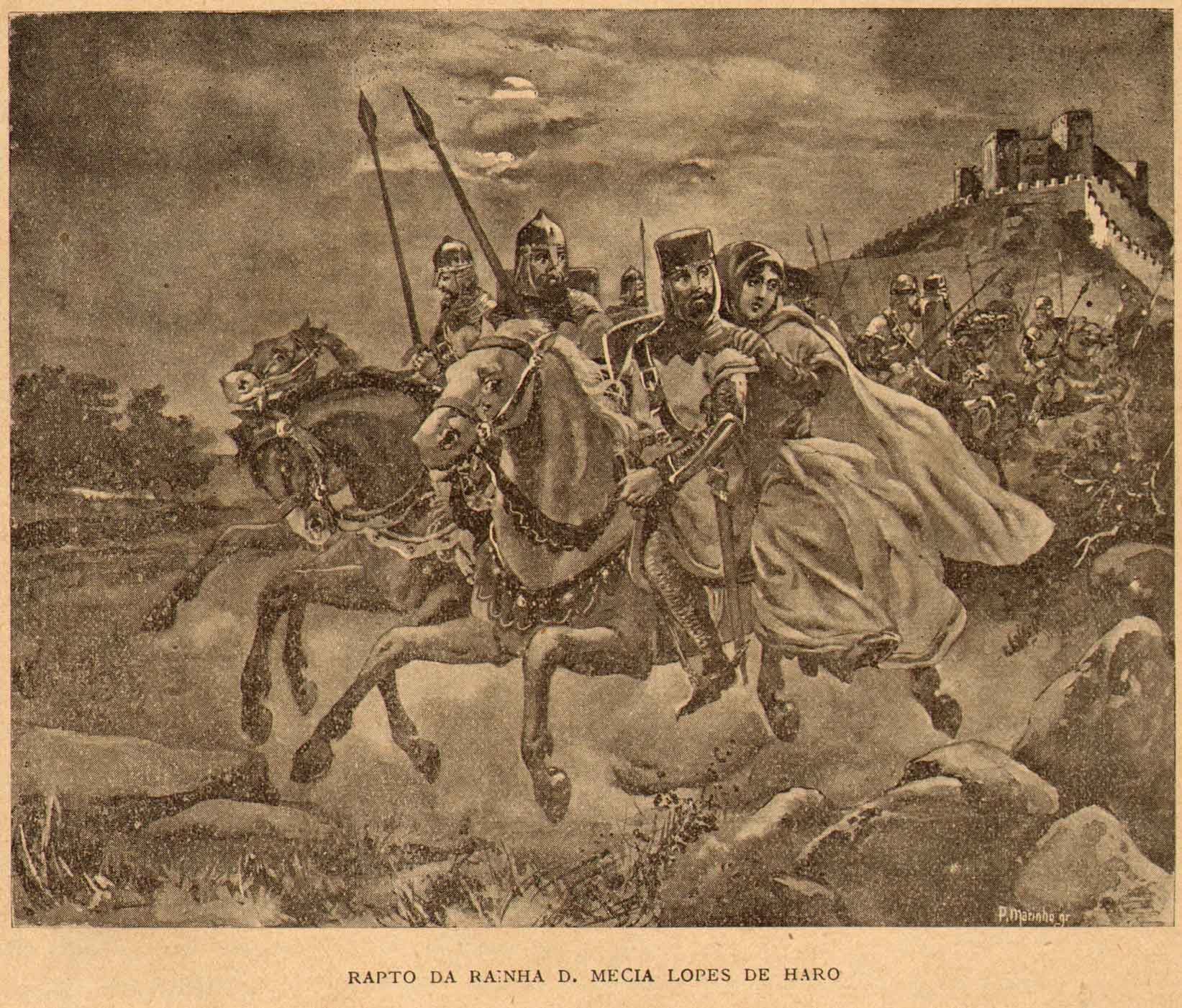
Rapimento di Mencía, illustrazione di Alfredo Roque Gameiro tratta da História de Portugal, popular e ilustrada di Manuel Pinheiro Chagas.

## Biografia
Secondo il Diccionario biográfico español, Real Academia de la Historia, Mencía sin da piccola fu ammessa alla corte di Castiglia al servizio della Regina consorte di Castiglia, Beatrice di Svevia.
Mencía si sposò, in prime nozze, nel 1228, con Álvaro Pérez de Castro(?- Orgaz, 1240), figlio di don Pedro Fernández de Castro, el Castellano, signore di Paredes e di Jimena Gómez (figlia di Gómez González de Manzanedo); Mencía era la seconda moglie di Alvaro che era vedovo di Aurembiaix di Urgell(1196-Balaguer agosto 1231).

Mencía ad Álvaro Pérez de Castro non diede figli e, verso il 1240 rimase vedova.
Dopo essere rimasta vedova, Mencia, nel 1246, sposò, in seconde nozze, il re del Portogallo, Sancho II, che, secondo il Roderici Toletani Archiepiscopi De Rebus Hispaniæ, era figlio del re del Portogallo Alfonso II e della moglie, la principessa Urraca di Castiglia, che, secondo la Cronaca di Alberico delle Tre Fontane (Urraca regina Portugalie) era la figlia del re di Castiglia, Alfonso VIII e di Eleonora Plantageneta, figlia del re d'Inghilterra Enrico II e di sua moglie la duchessa d'Aquitania Eleonora, ex regina di Francia.
L'anno prima (1245) però, come riporta lo storico britannico Edgar Prestage, a seguito del concilio di Lione il papa aveva proclamato il fratello del re, Alfonso, conte di Boulogne, tutore del reame, e praticamente, Sancho, pur mantenendo il titolo di re era stato esautorato.

Alfonso, all'inizio del 1246, marciò su Lisbona, che gli aprì le porte; solo la città di Coimbra era rimasta fedele al re.
In quello stesso anno (1246), il matrimonio fu dichiarato nullo per consanguineità dal papa Innocenzo IV, in quanto era stato celebrato senza la dispensa papale, necessaria nei casi in cui gli sposi erano parenti ed emise una bolla con la quale deponeva re Sancho II, come riportato dal documento n° 23 delle Provas da Historia genealogica da casa real portugueza.

A seguito di questo alcuni partigiani di Alfonso, conte di Boulogne, la rapirono (sembra lei consenziente) e la relegarono a Vila Nova de Ourém.
Durante la guerra civile, poiché non era riuscita a dare discendenza al re Sancho, considerata una regina maledetta, fu accusata di dominare il marito, considerato un carattere debole.
Quando nel 1247, il re andò in esilio a Toledo, pare che Mencía lo seguisse e dopo la sua morte, nel gennaio del 1248, continuò a vivere in Castiglia e, solo in un secondo tempo si trasferì nella città di Nájera, dove visse sino alla sua morte, nel 1270.
Il suo sepolcro si trova a Nájera, nel Monastero di Santa María la Real.

## Figli
Mencia non diede figli a Sancho come non ne aveva dati ad Álvaro.

## Letteratura
Mencía López de Haro fu l'ispiratrice della Lenda da Dama Pé-de-Cabra (Leggenda della Dama dal piede di Capra), tratta da Lendas e Narrativas (Leggende e Racconti) dello storico, giornalista e poeta portoghese Alessandro Herculano (1810-1877).

### Fonti primarie
- (LA)  Monumenta Germaniae Historica, Scriptores, tomus XVI.
- (LA)  Provas da Historia Genealogica da Casa Real Portugueza (Lisbon), Tomo I.
- (LA)  Recueil des historiens des Gaules et de la France. Tome 12
- (LA)  (PT) Portugaliae monumenta historica, volume I.

### Letteratura storiografica
- Edgar Prestage, Il Portogallo nel medioevo, in Storia del mondo medievale, vol. VII, 1999, pp.576–610
- (ES)  Nobiliario del Conde de Barcelos Don Pedro, Hijo del Rey Don Dionisio.
- (PT)  Barbosa J. (1727) Catalogo Chronologico, Historico, Genealogico e Critico das Rainhas de Portugal e seus filhos
- (PT)  #ES Historia Genealogica da Casa Real Portugueza (Lisbon), Tomo I